# Липову де Сус (Долж)
Липову де Сус (рум. Lipovu de Sus) насеље је у Румунији у округу Долж у општини Липову. Oпштина се налази на надморској висини од 76 m.

## Становништво
Према подацима из 2002. године у насељу је живело 243 становника.

### Попис2002.
| Расподела становништва по националности 2002.‍ | Расподела становништва по националности 2002.‍ | Расподела становништва по националности 2002.‍ | Расподела становништва по националности 2002.‍ | Расподела становништва по националности 2002.‍ |
| --------------------------------------------- | --------------------------------------------- | --------------------------------------------- | --------------------------------------------- | --------------------------------------------- |
|                                               |                                               |                                               |                                               |                                               |
| Румуни                                        | Румуни                                        |                                               | 202                                           | 83,1%                                         |
| Роми                                          | Роми                                          |                                               | 41                                            | 16,9%                                         |